# Charlois Europoort
Charlois Europoort is een schaakvereniging in Rotterdam. Charlois Europoort is een fusieclub, ontstaan in 1976 door een fusie van schaakverenigingen Charlois en Europoort. Charlois Europoort is aangesloten bij de Koninklijke Nederlandse Schaakbond en de Rotterdamse Schaakbond. 

## Externe Competitie
Charlois Europoort 1 speelt in de Meesterklasse en viervoudig landskampioen. De laatste keer dateert van 2025. Kopman van het team is grootmeester Erik van den Doel. Charlois Europoort is met drie teams actief in de KSNB zaterdagcompetitie.